# Страшно страшило 3
Страшно страшило 3 (енгл. Jeepers Creepers 3) је амерички хорор филм из 2017. године режисера и сценаристе Виктора Салве. Главне улоге тумаче Мег Фостер, Габријела Хо, Стен Шо и Џонатан Брек, који се вратио у улогу насловног чудовишта из претходна два дела. Џина Филипс се вратила у улогу Триш Џенер, финалне девојке из првог дела, али има само камео појављивање на крају филма. Радња је смештена између првог и другог дела.
Премијера је била 26. септембра 2017, у дистрибуцији продукцијске куће Screen Media. Филм је био комерцијални неуспех, добио је негативне оцене критичара и сматра се најслабијим делом трилогије. Иако је крај филма наговестио још један наставак са Џином Филипс у главној улози, он никада није реализован. Уместо тога снимљен је четврти део са потпуно другачијом причом, који носи наслов Страшно страшило: Поново рођено (2022).

## Радња
Четири дана након догађаја из првог дела, полиција проналази „Страшилов” камион са лешевима његових жртава, али испоставља се да је у камиону постављена замка. Шериф Дан Таштего долази да преузме случај и наставља потрагу са својим људима. У међувремену, Гејлен Брендон, чији је син једна од „Страшилових” жртава, има визију да ће „Страшило” доћи да убије њу и њену унуку Адисон због нечега што је закопано на њиховом имању.

## Улоге
| Глумац              | Улога                    |
| ------------------- | ------------------------ |
| Џонатан Брек        | „Страшило”               |
| Мег Фостер          | Гејлен Брендон           |
| Стен Шо             | шериф Дан Таштего        |
| Брендон Смит        | наредник Дејвис Тубс     |
| Габријела Хо        | Адисон „Ади” Брендон     |
| Рајан Мур           | Кирк Матерс              |
| Мег Рајт            | Грејси Матерс            |
| Честер Рашинг       | Бади Хук                 |
| Џордан Салуман      | Кени Брендон             |
| Џина Филипс         | Триша „Триш” Џенер       |
| Мајкл Сироу         | Мајкл Милер              |
| Џојс Гирауд         | заменик шерифа Дана Ланг |
| Џејсон Бејл         | Кол Хук                  |
| Мајкл Папаџон       | Френк                    |
| Томас Франсис Марфи | господин Бернарди        |